# Harry Edwards (Soziologe)

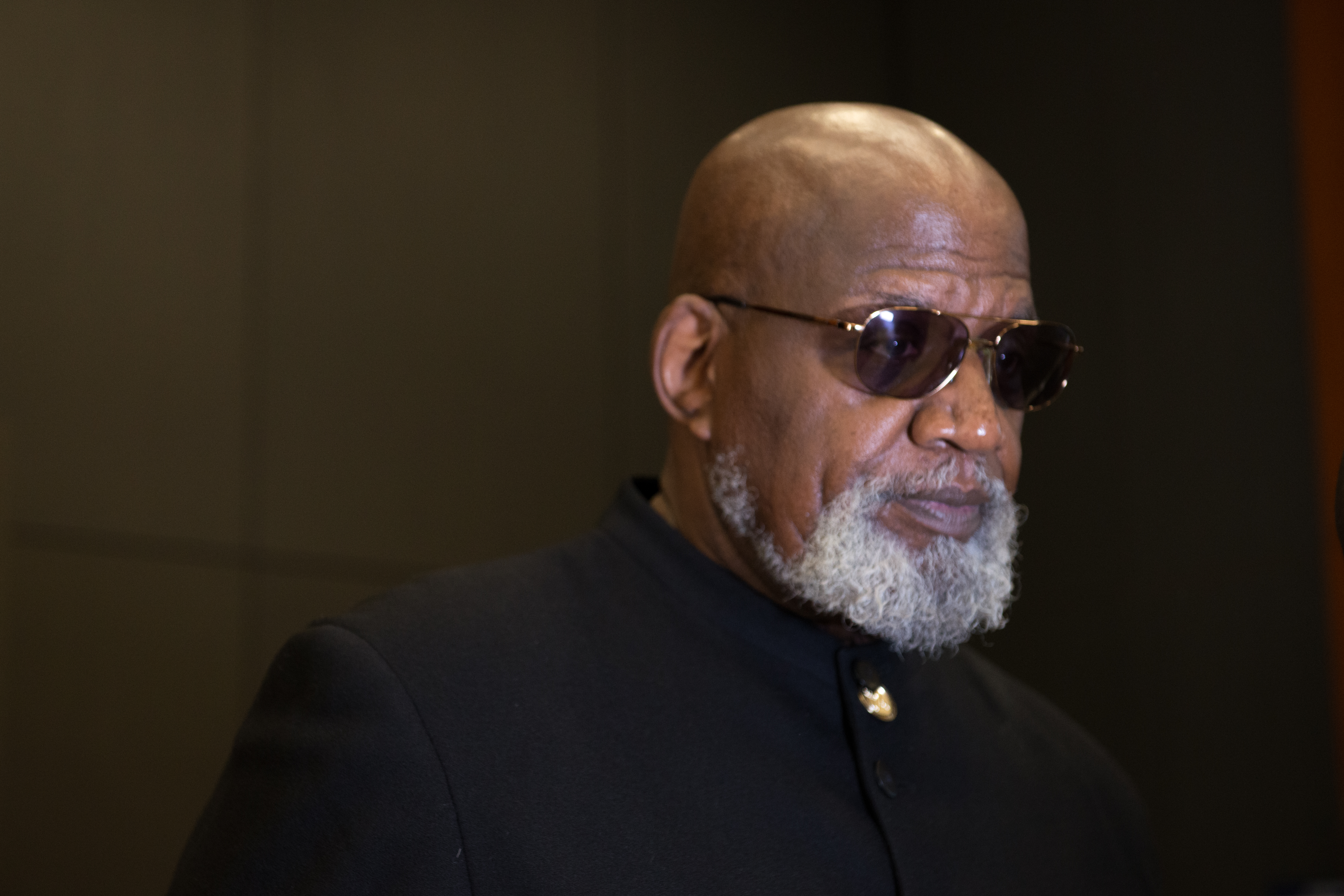
Harry Edwards (2014)

Harry Edwards (* 22. November 1942 in East St. Louis, Illinois) ist ein Afro-Amerikanischer Sportsoziologe und Gründer des Olympic Project for Human Rights. Er gilt als der Initiator des Black Power Protests bei den Olympischen Sommerspielen 1968.

## Leben
Edwards studierte am Fresno City College von 1959 bis 1960 mit einem Stipendium, da er in vier Sportarten eingesetzt werden konnte. Von 1961 bis 1964 setzte er als Diskuswerfer mit einem Leichtathletikstipendium an der San José State University sein Studium fort, das er mit dem B. A. in Soziologie abschloss. Er war seit 1950 der erste afroamerikanische Leistungssportler, der an der Universität mit dem Examen abschloss, da die Universität Leistungssportler ausnutzte, aber nicht qualifizierte. Edwards setzte sein Studium an der Cornell University fort und galt als einer der ersten Soziologen, die sich mit der Problematik schwarzer Sportler befasste. Von 1966 bis 1968 war er Gastprofessor an der San José State University. Hier organisierte er die afroamerikanischen Studenten. San José war 1967 die erste Universität, die wegen Angst vor Rassenunruhen ein Footballspiel ausfallen lassen musste. Das von ihm gegründete Olympic Project for Human Rights sorgte sowohl für die Black Power Aktion bei den Olympischen Spielen als auch zur Absage des Hallenleichtathletiksportfestes des New York Athletic Club. Noch während der Olympischen Spiele schrieb Edwards an seinem ersten Buch, The revolt of the black athlete (1970), das sich aufgrund der Aktionen in Mexiko-Stadt weltweit verkaufen ließ.
1968 kehrte Edwards nach Cornell zurück, wo er Soziologie unterrichtete und 1971 in Soziologie promoviert wurde. Daraufhin wurde er Professor für Soziologie an der University of California, Berkeley, wo er im Jahr 2000 in Ruhestand ging. Er hat zudem als Consultant für das Organisationskomitee der Olympischen Sommerspiele 1984 und diverse Profimannschaften in Kalifornien gearbeitet. Edwards selbst sieht sich nicht als Revolutionär, sondern als ein engagierter  Mahner für die Gleichberechtigung der Afroamerikaner, wobei er wegen der Vorbildwirkung  vor allem den Sport im Auge hat. 1967/68 galt er jedoch dem amerikanischen Sportestablishment noch als Feind und wurde systematisch vom FBI beobachtet.

## Veröffentlichungen
- Black Students. Free Press, New York 1970.
- Sociology of Sport. Dorsey Press, Homewood (Illinois) 1973, ISBN 0-256-01415-9.
- For Blacks, a Life in Sports Is No Different From Life: A Reflection of Society A Threat to Survival 'Sporting Chance' Disputed Only the Best Are Kept Neglect of Other Pursuits. In: New York Times. (sports). 6. Mai 1979. ISSN 0362-4331.
- The Struggle That Must Be. An autobiography. Macmillan, New York 1980, ISBN 0-02-535040-4.
- Playing to Win: A Short Guide to Sensible Black Sports Participation. Institute for the Study of Social Change, Berkeley 1982.
- Educating black athletes. A black educator disagrees with blacks’ opposition to the NCAA’s „Rule 48,“ which would set minimum academic standards for student athletes. In: Atlantic Monthly. August 1983, S. 31–38 (theatlantic.com [PDF]).
- Black Student-Athletes: Taking responsibility. In: Representative American Speeches 1983–1984. H. W. Wilson, New York 1984, ISSN 0197-6923, S. 124–132.
- The Revolt of the Black Athlete. Collier-Macmillan, Ontario 1985, LCCN 70-085475.
- Perpetuating Illusions. In: New York Times. THE WEEK IN REVIEW. 19. Mai 1985, S. E22. ISSN 0362-4331